# Jan Sokol (cyclisme)
Jan Sokol est un coureur cycliste autrichien né le 26 septembre 1990 à Vienne en Autriche.

## Palmarès
- 2005
  -  Champion d'Autriche sur route cadets
- 2011
  - 1re étape du Sibiu Cycling Tour (contre-la-montre par équipes)
- 2012
  - 9e du Tour des Flandres espoirs
- 2013
  - 2e de Banja Luka-Belgrade I
  - 2e du Miskolc GP
  - 3e de Banja Luka-Belgrade II
  - 3e du Kirschblütenrennen
- 2014
  - 3e étape de l'An Post Rás

## Classements mondiaux
| Année           | 2011  | 2012 | 2013 | 2014 |
| --------------- | ----- | ---- | ---- | ---- |
| UCI Africa Tour | 176e  |      |      |      |
| UCI Europe Tour | 1265e | 950e | 142e | 844e |